# Rotes Kreuz Am Bisamberg

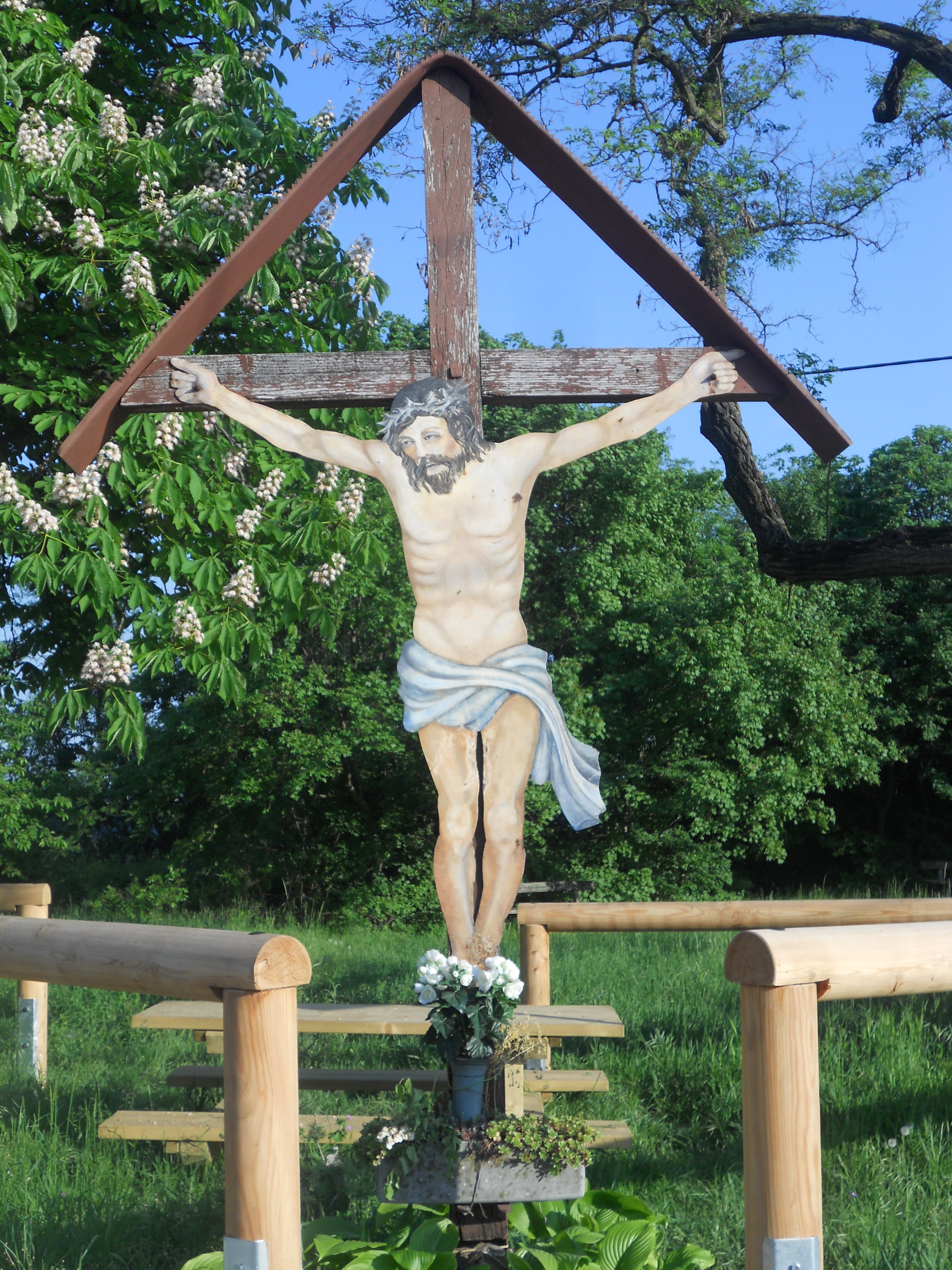
Rotes Kreuz Am Bisamberg

Das Rote Kreuz ist ein Pestkreuz  im Kreuzungsbereich Am Bisamberg und Krottenhofstraße in Stammersdorf im 21. Wiener Gemeindebezirk Floridsdorf.

## Geschichte
Das Objekt war ursprünglich ein Pestkreuz und ist an einem typischen Scheideweg aufgestellt.

## Beschreibung
Das Rote Kreuz ist ein einfaches einarmiges Holzkreuz im Typus des sogenannten „Blechernen Herrgotts“ über einem Gusssteinsockel. Der Blechcorpus ist polychromiert. Darüber ist ein Blechdach mit kleinzähnig gezacktem Rand. Am Fuß des Kreuzes ist ein Blumenkasten neueren Datums.